# Saint-Genest-Lerpt
Saint-Genest-Lerpt là một xã trong tỉnh Loire miền trung nước Pháp.